# Fatty en bombe
Pour plus de détails, voir Fiche technique et Distribution.
Fatty en bombe (titre original : A Reckless Romeo) est une comédie burlesque américaine réalisée par Roscoe Arbuckle, sortie le 21 mai 1917.

## Synopsis
Fatty va au parc et flirte avec une jeune fille lorsque survient son fiancé. Les deux hommes se bagarrent et Fatty en porte les stigmates. Pour expliquer ses blessures en rentrant chez lui, il raconte un gros mensonge sur la manière dont il a pris la défense d'une femme aveugle agressée. Quelque temps plus tard, allant au cinéma avec sa femme et sa belle-mère, il a la surprise de constater que  son marivaudage et son altercation avec le fiancé jaloux dans le parc a été filmée pour la postérité. L'objet de son flirt assistant également à la projection avec son petit ami, c’est la bagarre générale.

## Fiche technique
- Titre :  A Reckless Romeo
- Réalisation : Roscoe Arbuckle
- Scénario : Roscoe Arbuckle et Joseph Anthony Roach
- Photographie : Frank D. Williams
- Montage : Herbert Warren
- Producteur : Joseph M. Schenck
- Studio de production : Comique Film Corporation
- Distribution : Paramount Pictures
- Pays d'origine :  États-Unis
- Langue : film muet - intertitres anglais
- Format : Noir et blanc - film muet
- Genre : Comédie, Film burlesque
- Date de sortie :
  - États-Unis : 21 mai 1917
- Durée : 23 minutes

## Distribution
- Fatty Arbuckle : Fatty
- Corinne Parquet : sa femme
- Al St. John : le fiancé jaloux
- Agnes Neilson : la belle-mère
- Alice Lake : la jeune-fille
- Jimmy Bryant : le réalisateur du film
- Luke le chien

## Autour du film
Il existe dans les filmographies de Roscoe Arbuckle, deux références différentes sous le même titre A Reckless Romeo.
La plus connue et correspondant à cette fiche, du 21 mai 1917 produite par la Comique Film Corporation et distribuée par Paramount Pictures. La seconde comme un film de 1916 produit par la Keystone Film Company et distribuée par Triangle Film Corporation.
Le tournage du film a lieu dans le parc d’attraction Palisades Amusement Park à Fort Lee, New Jersey qui était à l’époque la propriété des frères Schenck. Les prises en studio l’ont été au Norma Talmadge Film Corporation Studio à New York. Cependant certaines scènes extérieures ont été identifiées par certains historiens comme ayant été tournées contre un mur extérieur du Studio Triangle (Keystone) sur Main Street et Linwood Avenue à Fort Lee. L'hypothèse la plus fréquemment retenue, ce film datant de l'époque transitoire où Roscoe Arbuckle passe de Keystone à Comique et correspondant au moment où il souffre d'un anthrax et doit s'interrompre de travailler, est qu'il s'agisse d'un film débuté sous Keystone et terminé sous Comique.
Or, il existe un troisième film non contesté A Cream Puff Romance ou His Alibi (Fatty à l'hôtel en France) de l'époque de la Keystone et sorti le 13 septembre 1916 qui s'est aussi appelé A Reckless Romeo et souvent confondu avec ce même film. La redondance des titres est fréquente à l'époque, les comédies étant parfois distribuées sous des titres différents. L'existence de deux A Reckless Romeo pourrait aussi découler de cette confusion.
Ce film, longtemps réputé perdu, apparaît dans la majorité des filmographies de Buster Keaton. Dans son ouvrage "The Complete Films of Buster Keaton", Jim Kline précise que "malgré le fait qu'aucune revue contemporaine de la sortie du film ne relève la présence de Buster Keaton au casting, il est plus que probable que celui-ci apparaisse dans le rôle du caméraman dans le parc". Aujourd'hui, alors que le film est de nouveau visible par le plus grand nombre, il est aisé de remarquer que le rôle dudit caméraman n'est, en aucun cas, tenu par Buster Keaton. D'autres sources citent Keaton dans le rôle de l'organiste aveugle. Là aussi, le visionnage du film permet d'exclure cette hypothèse. Il est donc actuellement préférable de ne pas inclure "A Reckless Romeo" dans la prestigieuse filmographie de Buster Keaton. Après "The Butcher Boy" (1917), sa seconde apparition au cinéma sera donc dans "The Rough House" (1917).